# Hiernamaals (film)
Hiernamaals is een Nederlandse jeugdfilm (Telefilm) uit 2019, de eerste film die Willem Bosch regisseerde, geïnspireerd door de plotselinge dood van zijn moeder bij een auto-ongeluk.

## Verhaal
Sam van Markgraaf is een meisje dat zichzelf wegcijfert omdat ze geen plek weet te vinden voor het verdriet over haar pas overleden moeder, die toen met naaldhakken op de gladde ladder de kerstversiering van het dak wilde halen. Haar vader heeft het zelf nog te moeilijk hoe zijn huwelijk eindigde met haar vroegtijdige dood. Haar moeder was dan ook een energieke persoonlijkheid, een levensgenieter die risico's durfde te nemen en altijd in het middelpunt stond van de aandacht. In het vacuüm van haar eigen verdriet neemt Sam een beslissing met grote consequenties voor haar jonge tienerbestaan: ze let niet op in een gevaarlijke verkeerssituatie, wordt aangereden door een vrachtwagen en overlijdt zelf (precies 400 dagen na het overlijden van haar moeder).
De engel Martin (die zichzelf "ambtenaar" noemt) geeft haar de keuze tussen "reïncarnatie" (een nieuw leven, op een totaal andere plek dan waar zij vandaan komt) of "naar het hiernamaals". Omdat haar moeder in het hiernamaals zit kiest Sam hiervoor. Met een trein worden ze naar de plek gebracht, waar haar moeder ze op komt halen. Ter plaatse ziet ze naast haar moeder nog meer gestorven familieleden, ook diegenen die ze nog nooit had gezien. Zelfs op deze troosteloze plek weet de moeder van Sam met haar positieve houding toch nog haar stempel te drukken op de mensen die ze liefheeft.
Sam komt hier naast haar familie ook Joke tegen, een engel die haar ook vertelt dat zij er eigenlijk nog niet verwacht werd, het "was haar tijd nog niet". Wanneer zij in de bar vertelt dat zij eigenlijk terug wil gaan om haar leven af te maken, zegt Martin dat dit niet mogelijk is. Moeder Vera hoort dat en werpt tegen dat het niet klopt. Er is wel degelijk een manier om terug te gaan, het is alleen niet legaal. Er zijn mensen die het eerder gedaan hebben om hun leven anders in te richten, maar ze kwamen steeds weer op hetzelfde punt uit.
Voordat Sam teruggaat, vraagt ze of ze na haar wedergeboorte nog wel dingen zal herinneren uit de huidige tijd. Het antwoord is dat ze wel alles zal herinneren, maar dat ze naarmate ze meer leert ook meer van het verleden zal vergeten. Om haar moeder te kunnen redden probeert Sam zich het ongeluk te herinneren door tijdens de terugreis steeds te herhalen "ladder glad, niet vergeten". In de eerste jaren van haar nieuwe leven komt deze zin steeds terug (ook al kan ze het niet herinneren dat ze het zei als iemand het vraagt). Als er (wanneer ze 6 jaar oud is) op school een tijdcapsule gemaakt wordt om na 10 jaar geopend te worden, maakt ze een tekening van haar moeder die van de ladder valt.
In de jaren daarna leert Sam steeds meer op school, dus raakt de herinnering uit het hiernamaals steeds verder op de achtergrond. Als ze bij het openen van de tijdcapsule de tekening terug krijgt, komen de herinneringen weer terug. Ze gaat terug naar huis en weet daar te voorkomen dat haar moeder de ladder op gaat. Als ze een paar dagen later thuiskomt uit school is het erg stil in huis. Daar vindt ze haar moeder, die zelfmoord heeft gepleegd. Ze heeft haar moeder dus niet kunnen redden.
Sam herkent Joke in het ziekenhuis en krijgt van haar te horen dat haar moeder al meer dan 300 keer terug is geweest, steeds met een ander leven. Uitstellen van de sterfdatum gaat dus niet.
Het leven gaat in hetzelfde ritme verder, na hetzelfde aantal dagen gebeuren dezelfde gebeurtenissen. Op dag 400 na het overlijden van haar moeder zit Sam weer op de fiets. Ze ziet dezelfde vrachtwagen aankomen en zet extra aan om voor de vrachtwagen op het kruispunt aan te komen.
Bij het kruispunt aangekomen stapt Sam van de fiets en gaat midden op de weg staan om het lot te ondergaan. Op het moment dat de vrachtwagen op het kruispunt is merkt Sam dat ze niet ver genoeg is doorgelopen en de vrachtwagen gewoon langs haar rijdt. Het is dus toch nog niet haar dag om te sterven.

## Rolverdeling
- Sanaa Giwa - Sam
- Gijs Scholten van Aschat - vader Erik
- Romana Vrede - moeder Vera
- Matthew Schouten - Menno
- Timothy Schouten - Boris
- Glenn Durfort - opa
- Helen Kamperveen - oma
- Jhamal Emanuelson - ome Kees
- Ben Abelsma - ome Wim
- Ilse Warringa - tante Merie
- Marguerite de Brauw - buurvrouw
- Jan Willem Hofma - buurman Rob
- Jurjen van Loon - barman Maarten Moreau
- Lionel Almeida - man in bar
- Gia Bab - 'doorbitch' Eva
- Sjoerd Meijer - Pedro
- Anis de Jong - ambtenaar Herman
- Raymonde de Kuyper - juf Carolien
- Gonca Karasu - juf Fatiah
- Jan-Paul Buijs - ambtenaar Martin
- Ria Eimers - Joke

## Filmprijzen
Hiernamaals is vijf maal genomineerd voor filmprijzen:
- Grand Jury Award, Narrative Feature op het Atlanta Film Festival (2019)[2]
- New Direction Competition op het Cleveland International Film Festival (2019)[2]
- Futurewave Youth Jury Award, Best Feature Film op het Seattle International Film Festival (2019)[2]
- Golden Space Needle Award, Best Director op het Seattle International Film Festival (2019)[2]
- New Directors Competition, Best Film op het São Paulo International Film Festival (2019)[2]

Eenmaal heeft de film daadwerkelijk een prijs gekregen:
- Jim Ewing New Directors Award op het Port Townsend Film Festival (2019)[2]